# هنجرک بالا
هنجرک بالا، روستایی از توابع دهستان خبر بخش دهج شهرستان شهربابک در استان کرمان ایران است.
این روستا غربی ترین نقطه استان کرمان از لحاظ مختصات جغرافیایی و مسکونی بودن است.

## جمعیت
این روستا در دهستان خبر قرار دارد و براساس سرشماری مرکز آمار ایران در سال ۱۳۸۵، جمعیت آن ۴۲ نفر (۱۵ خانوار) بوده‌است.